# Three Musketeers Hill
Three Musketeers Hill är en kulle i Antarktis. Den ligger i Sydshetlandsöarna. Argentina, Chile och Storbritannien gör anspråk på området. Toppen på Three Musketeers Hill är 31 meter över havet.
Terrängen runt Three Musketeers Hill är kuperad. Havet är nära Three Musketeers Hill åt sydost. Trakten är glest befolkad. Närmaste befolkade plats är Commandante Ferraz Station, 4,3 kilometer öster om Three Musketeers Hill. 